# Albrechts (Günzach)
Albrechts ist ein Ortsteil der Gemeinde Günzach im schwäbischen Landkreis Ostallgäu.

## Geografie
Das Dorf Albrechts liegt circa einen Kilometer südlich von Günzach im Alpenvorland. Nördlich angrenzend befindet sich Autenried.

## Geschichte
Albrechts wird 1353 erstmals als Albrechtsried erwähnt.
Das Dorf gehörte zunächst zur Herrschaft Rotenstein, ab 1523 schließlich zum Kloster Kempten. 
Im Jahr 1640 werden 3 Güter gezählt, 1714 sind es 8 Bauern und 3 Söldner, 1809 dann 11 Wohnhäuser.

## Sehenswürdigkeiten
In Albrechts befindet sich die katholische Kapelle St. Eustachius von 1855.
Siehe auch: Liste der Baudenkmäler in Albrechts